# Holomelina consors
Holomelina consors är en fjärilsart som beskrevs av Hoffmann 1934. Holomelina consors ingår i släktet Holomelina och familjen björnspinnare. Inga underarter finns listade i Catalogue of Life.